# Mont Washiba
Le mont Washiba (鷲羽岳, Washiba-dake) est une montagne du Japon située à la limite des deux préfectures de Toyama et Nagano. Il est classé parmi les 100 montagnes célèbres du Japon.

## Toponymie
Le mont Washiba (littéralement « plume d'aigle ») est mentionné pour la première fois sous ce nom dans des documents datant de la fin du XVIIe siècle et propriété du clan Maeda de la province d'Etchū.
Selon une interprétation répandue, la montagne aurait, du sommet du mont Mitsumatarenge voisin, l'allure d'un aigle qui déploie ses ailes.

## Géographie

### Situation, topographie
Le mont Washiba, dont le sommet culmine à une altitude de 2 924 m, fait partie de la chaîne des monts Hida dans le parc national de Chūbu-Sangaku, à cheval sur les deux villes de Toyama (préfecture de Toyama), à l'ouest, et d'Ōmachi (préfecture de Nagano) à l'est. Il est la source du fleuve Kurobe qui s'écoule le long de son flanc sud-ouest et y creuse une gorge profonde.

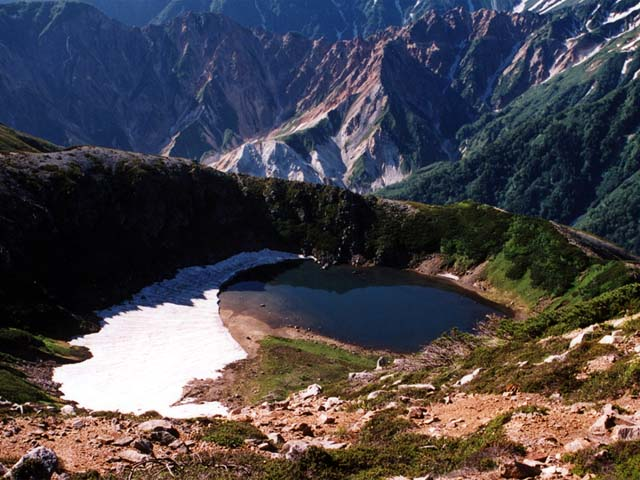
Vue du lac Washiba.

Le versant sud-est du mont Washiba abrite un cône volcanique dont le fond est occupé par un lac de cratère : le lac Washiba, à l'altitude d'environ 2 724 m. Ce volcan a été actif durant le Pléistocène supérieur et sa plus récente éruption a été enregistrée fin 2014.
Le mont Washiba est aussi l'un des sommets qui forment la ligne de crête Uraginza Jūsō, parcourue par un sentier de montagne qui relie plusieurs sommets des Alpes du Nord.

### Végétation
La limite des arbres du mont Washiba est faite de pins nains de Sibérie, espèce d'arbre caractéristique des paysages de l'étage alpin des montagnes japonaises.